# Joe Michael Burke
Joe Michael Burke (* 7. September 1973 in Illinois, Vereinigte Staaten) ist ein US-amerikanischer Schauspieler.

## Leben
1963 stand Burke in der Fernsehserie General Hospital erstmals für das Fernsehen vor der Kamera. Von 1995 bis 2002 erhielt er in der Fernsehserie JAG – Im Auftrag der Ehre erstmals eine wiederkehrende Rolle. 1998 bis 2001 spielte er in der Fernsehserie Hollywood Safari mit. 2000 folgte Burke Spielfilmdebüt in dem Film The Last Warrior. Zuletzt trat er im Jahr 2006 als Schauspieler in Erscheinung. Sein Schaffen umfasst mehr als 20 Produktionen.

## Filmografie
- 1963: General Hospital (Fernsehserie)
- 1994: California Highschool 2 (Saved by the Bell: The New Class, Fernsehserie, Folge 2x17)
- 1995: Sherman Oaks (Fernsehserie)
- 1995: Cool bleiben, Eric (Too Something, Fernsehserie, Folge 1x13)
- 1995–2002: JAG – Im Auftrag der Ehre (JAG, Fernsehserie, 3 Folgen)
- 1997–1998: Beverly Hills, 90210 (Fernsehserie, 2 Folgen)
- 1998: Pacific Blue – Die Strandpolizei (Pacific Blue, Fernsehserie, Folge 4x01)
- 1998: Ein Trio zum Anbeißen (Two Guys and a Girl, Fernsehserie, Folge 2x01 Der Besserwisser)
- 1998–2001: Hollywood Safari (Fernsehserie, 17 Folgen)
- 1999: Wasteland (Fernsehserie, Folge 1x03)
- 2000: The Last Warrior
- 2000: Learning to Surf
- 2000, 2003: CSI: Vegas (CSI: Crime Scene Investigation, Fernsehserie, 2 Folgen)
- 2001: Eine himmlische Familie (7th Heaven, Fernsehserie, Folge 5x11 Ungebetene Gäste)
- 2001: Crocodile Dundee in Los Angeles
- 2003: The Challenge – Eine echte Herausforderung (The Challenge)
- 2003: Das Rätsel der Kelten (Murder, She Wrote: The Celtic Riddle, Fernsehfilm)
- 2004: Wild Things 2
- 2005: Mystery Woman (Fernsehserie, Folge 1x03)
- 2005: CSI: Miami (Fernsehserie, Folge 3x15 Würgeschlange)
- 2005: Guess Who – Meine Tochter kriegst du nicht! (Guess Who)
- 2005: Eyes (Fernsehserie, Folge 1x05)
- 2006: The Hunt